# Wilhelm Eugeniusz Wirtemberski
Wilhelm Eugeniusz Wirtemberski, niem. Wilhelm Eugen August Georg von Württemberg (ur. 20 sierpnia 1846, zm. 27 stycznia 1877) – książę wirtemberski, właściciel Pokoju.

## Życiorys
Syn księcia Eugeniusza Erdmanna Wirtemberskiego i Matyldy zu Schaumburg-Lippe. Książę Wilhelm wychowywał się w Carlsruhe, w śląskich posiadłościach ojca. Studiował na Uniwersytecie w Tybindze. W roku 1866 rozpoczął służbę wojskową w randze podporucznika, którą następnie przerwał w celu kontynuowania studiów. Podczas wojny francusko-niemieckiej z 1870/71 walczył jako porucznik w potyczkach pod Mezieres, Chevilly, Mont Mesly i Villiers. W roku 1871 był już kapitanem a w 1872 roku majorem w 11. Regimencie Husarii w Düsseldorfie.
W latach 1868–1869 wraz z wujkiem wyjechał w podróż do Ameryki, po której napisał książkę "Sześć miesięcy w Ameryce".
Książę Wilhelm Eugeniusz nie prowadził szerszej działalności politycznej. Był członkiem wirtemberskiej Izby Panów. Tylko raz jednak wziął udział w jej posiedzeniu w 1875 roku. Na przeszkodzie w podjęciu większej liczy obowiązków stanęła przedwczesna śmierć księcia dwa lata później. W związku z dziedziczeniem majątku na Śląsku był też książę Wilhelm Eugeniusz dziedzicznym członkiem pruskiej Izby Panów.

## Małżeństwo i dzieci
8 maja 1874 roku ożenił się z wielką księżną Rosji Werą Konstantynowną, córką Konstantego Mikołajewicza i Aleksandry Wettyn. Para miała trójkę dzieci:
- Karola Eugeniusza (ur. 8 kwietnia 1875; zm. 11 listopada 1875)
- Elzę (ur. 1 marca 1876; zm. 27 maja 1936), żonę księcia Albrecht zu Schaumburg-Lippe (1869-1942),
- Olgę (ur. 1 marca 1876; zm. 21 października 1932), żonę księcia Maximiliana zu Schaumburg-Lippe (1871-1904).

Został właścicielem dóbr w Pokoju po śmierci swojego ojca w 1875 roku. Nie zdążył jednak zbyt długo zajmować się majątkiem. Zmarł nagle w dwa lata po ojcu. Za oficjalną przyczynę śmierci uznano upadek z konia, choć tak naprawdę książę zginął w pojedynku. Wilhelm Eugeniusz nie pozostawił po sobie syna, dlatego też właścicielem Pokoju został brat jego ojca książę Wilhelm Wirtemberski.